# Pandemic Studios
Pandemic Studios was een softwarebedrijf uit Los Angeles en Brisbane, dat opgericht was in Santa Monica in 1998 door Activision. Het bedrijf werd later overgekocht door Electronic Arts. Op 17 november 2009 sloot het softwarebedrijf zijn deuren. Het merk Pandemic en de ontwikkelde producten zullen wel nog voort blijven bestaan.
Andrew Goldman (CEO) en Josh Resnick (President) werkten vroeger allebei voor Activision. De eerste twee ontwikkelde spellen, Battlezone II: Combat Commander en Dark Reign 2, waren dan ook een vervolg op spellen ontwikkeld door Activision.
In 2002 richtte Pandemic Studios een studio op in Brisbane. Deze studio had als eerste project het spel Army Men RTS en ontwikkeld later Destroy All Humans!.
Het spel The Lord of the Rings: Conquest is ook ontwikkeld door Pandemic Studios en is 13 januari 2009 uitgegeven.
In juli 2008 gingen er geruchten te ronde dat LucasArts een contract had gesloten met Free Radical Design om het spel Star Wars: Battlefront III te ontwikkelen. Hierdoor kon Pandemic Studios de Star Wars: Battlefront-serie niet afmaken. Sinds Free Radical Design failliet is gegaan, gaat er het gerucht te ronde dat Pandemic Studios en Rebellion Developments, van het spel Star Wars Battlefront: Renegade Squadron, het project hebben overgenomen. Dit is echter ontkend door Pandemic Studios.

## Spellen van Pandemic Studios
- Battlezone II: Combat Commander (1999)
- Dark Reign 2 (2000)
- Triple Play 2002 (2002)
- Army Men RTS (2002)
- Star Wars: The Clone Wars (2002)
- Full Spectrum Warrior (2004)
- Star Wars: Battlefront (2004)
- Star Wars: Battlefront II (2005)
- Mercenaries: Playground of Destruction (2005)
- Destroy All Humans! (2005)
- Destroy All Humans! 2 (2006)
- Full Spectrum Warrior: Ten Hammers (2006)
- Mercenaries 2: World in Flames (2008)
- The Lord of the Rings: Conquest (2009)
- Saboteur (2009)

Afgelaste spellen:
- The Next Big Thing
- The Dark Knight[7]